# زهپاد

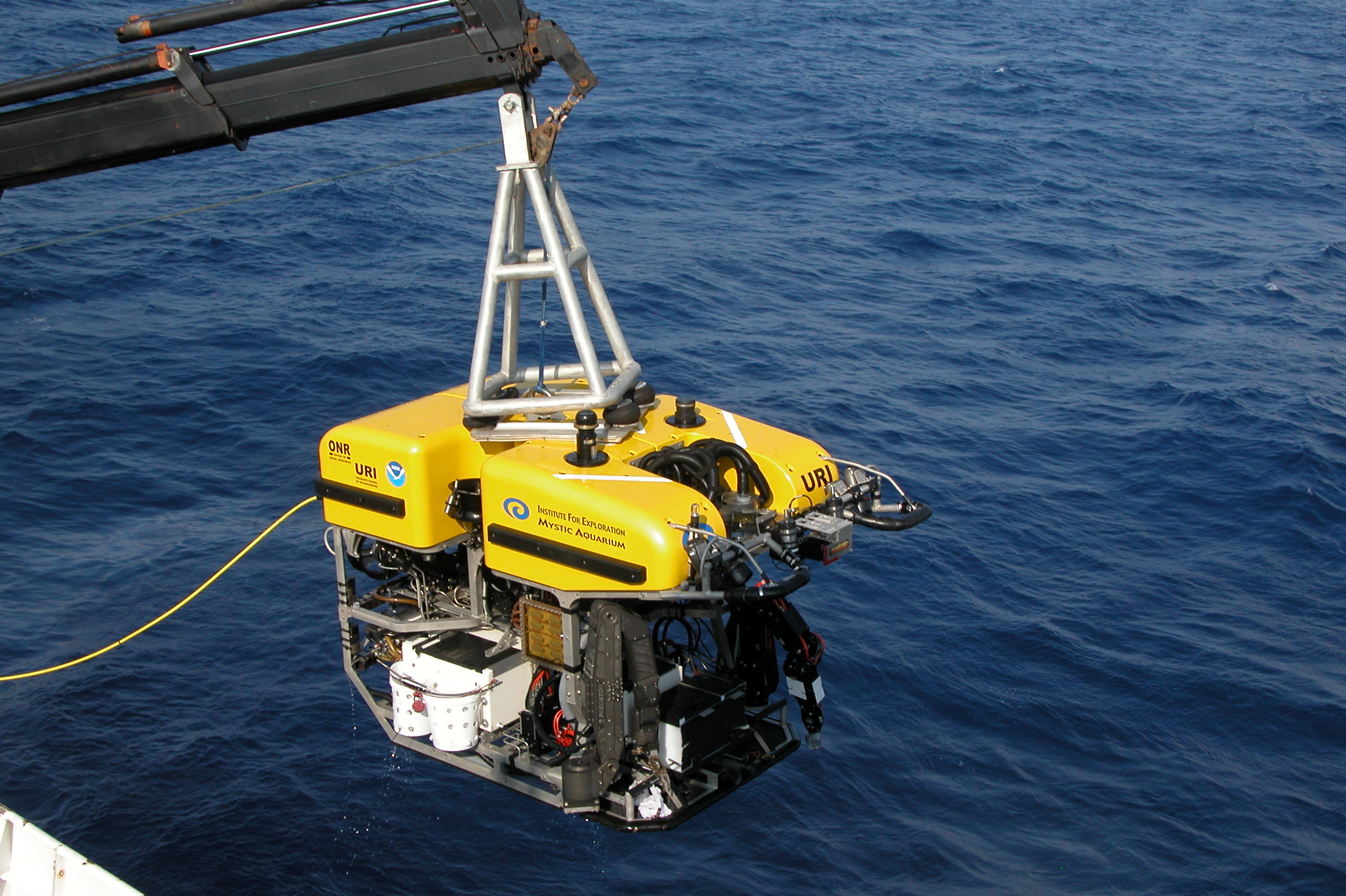
زهپاد

زیردریایی هدایت‌پذیر از راه دور (به انگلیسی: Remotely operated underwater vehicl) یا به‌اختصار زهپاد به‌طور معمول «چشم دریا است که به هدایتگر این امکان را می‌دهد که این وسیله را در ژرفای آب کنترل و هدایت کند و از طریق اعمال فرامین عملیات مورد نظر را از طریق تجهیزاتِ ربات، انجام دهد»، که اختصاراً «چشم دریا» و یا «زهپاد» خوانده خواهد شد. تمام تجهیزات زیر دریا به صورت ربات هستند.
زهپادها در اندازه‌ها و ابعاد متفاوت و با گسترهٔ متنوعی از تکنولوژی‌ها و امکانات در سال‌های اخیر طراحی، ساخت، آزمایش و به‌کارگیری شده و حتی در برخی موارد به تولید صنعتی رسیده‌اند. انواع این ربات‌ها از نمونه‌های کوچک و ساده‌ای که صرفاً مجهز به دوربین فیلم برداری کوچکی هستند تا گونه‌های پیشرفته و بسیار پیچیده‌ای که در اعماق بیش از شش هزار متری دریا امکان انجام عملکردهای متنوع و متعددی را دارند، شامل می‌شوند.
اجزای چشم دریا که توسط کابل ارتباطی به اپراتور واقع در سطح دریا متصل است، عبارت‌اند از سامانه هدایتی جهت کنترل ربات، سامانه رانش، سامانه به آب‌انداختن، منابع تأمین قدرت و کابل ارتباطی که توان لازم جهت عملکرد پروانه‌ها و نیز دستورها و سیگنال‌های کنترلی را به ربات و داده‌های تولید شده توسط حسگرها را به اپراتور در سطح دریا منتقل می‌کنند. در اغلب موارد این کابل شامل غلاف مقاومی است که آن را در برابر بارهای وارده و نیز برخوردهای احتمالی با اجسام واقع در زیر آب و پارگی و خرابی ناشی از آن، محافظت می‌کند.
زهپاد‌ها ، می‌توانند دارای تجهیزات متفاوتی باشند که از دوربین تلویزیونی کوچک، که جهت مشاهدات ساده به کار می‌روند تا مجموعه‌های پیچیده‌ای از ابزارآلات مانند بازوهای مکانیکی ماهر متنوع و قدرت‌مند، دوربین‌های تلویزیونی و ویدئویی و دیگر ابزار و وسایل پیشرفته را در بر می‌گیرد.
امروزه چشم‌های دریای پیشرفته‌ای ساخته شده‌اند که بدون استفاده از کابل، امکان هدایت‌شان در اعماق دریا وجود دارد. این گونه از زهپادها را «تصویر بردار خودکار زیرآبی(AUV)» می‌نامند که جهت جستجو در اعماق اقیانوس و انجام مطالعات اقیانوس‌شناسی و نیز مصارف نظامی، کاربردهای فراوانی دارند. در عین حالی که اغلب تکنولوژی طراحی و ساخت زهپادها با قابلیت‌ها و توانایی‌های متنوع، بسیار گران‌قیمت و پرهزینه‌است اما در سال‌های اخیر تلاش‌هایی نیز برای ساخت زهپاد با صرف هزینهٔ پایین صورت پذیرفته‌است.کشور ایران نیز تعدادی از این مدل ها را در اختیار دارد که برای استفاده تحقیقاتی و نظامی میباشد

## ضرورت کاربرد وسایل نقلیه زیر آب با مهار از راه دور در دریا
منابع و صنایع دریایی نفش و تأثیر مهمی در زندگی انسان‌ها دارند. به همین دلیل مطالعه و بررسی بسیاری از مسائل مهندسی، زیست‌شناسی، تجاری و نظامی مرتبط با دریا، همواره مورد توجه محققان بوده‌است. با توسعه و گسترش صنایع دریایی و علوم مرتبط با دریا، امروزه برای انجام بسیاری از کاربردهای کشف و استخراج منابع زیرآبی، بازرسی و جمع‌آوری اطلاعات زیست‌محیطی و تحقیقاتی و نیز نصب، تعمیر و نگهداری سازه‌های ساحلی و دریایی، به‌کارگیری تکنولوژیِ خاص و جدیدی برای پاسخ‌گویی به نیازهای روزافزون پیش آمده، ضروری می‌نماید. استفاده از وسائل و ابزارآلات مهندسی که قابلیت به‌کارگیری در اعماق آب را دارند و کاربری‌های متنوع در فضا و بستر دریا را ممکن می‌سازند، چنان در سال‌های اخیر توسعه و گسترش یافته که توانایی بشر را در بررسی، تحقیق و کار در اعماق دریا، به شدت متحول نموده‌است.
در بسیاری از صنایع مختلف و گوناگون، استفاده از تجهیزاتی که بتوان آن‌ها را بدون حضور مستقیم نیروی انسانی و از راه دور هدایت و کنترل نمود، کاربردهایی فراوانی یافته‌اند و در بسیاری از موارد به جزء جدانشدنیِ کاربردهای تجاری و صنعتی بدل گشته‌اند، به گونه‌ای که انجام بسیاری از پروژه‌های مهندسی و تحقیقاتی بدون آن‌ها امکان‌پذیر نیست. این تجهیزات شامل ربات‌ها و بازوهای مکانیکی هستند که قابلیت انجام عملیات از پیش برنامه‌ریزی شده و نیز اجرای فرامین لحظه‌ای کاربر را به نحوی مناسب و دقیق، دارند. در صنایع زیردریایی بنا به دلایلی که گفته شد، استفاده از تکنولوژی رباتیک در سال‌های اخیر توسعه و گسترش فراوانی یافته و در بسیاری از شاخه‌های علوم و مهندسیِ دریا نقش مهم و اساسی پیدا نموده‌اند. بهبود و افزایش کارایی این تکنولوژی نیازمند افزایش مطالعات مهندسی بر روی تمامی انواع و اجزای سامانه‌ها و چشم‌های دریا، جهت انجام عملیات پیچیده‌تر و فرامین متنوع‌تر است. به این منظور حجم عظیمی از مطالعات و تحقیقات مهندسی در سراسر جهان و در رشته‌ها و تخصص‌های متفاوت بر این موضوع متمرکز شده‌اند.

## کاربردهای وسایل نقلیه زیر آب با مهار از راه دور
امروزه چشمان دریا بخش جداناشدنی صنایع و علوم دریایی هستند. در حال حاضر این ربات‌ها بخش بسیار مهم و قابل اعتمادی از صنایع ساحلی و فراساحلی می‌باشند که توسط نهادهای تجاری، دولتی، نظامی و دانشگاهی مورد استفاده قرار می‌گیرند. چشم‌های دریایی مدرن، امروزه طیف متنوعی از وظایف محوله را، از بازرسیِ محیط‌های خطرناک درون راکتور هسته‌ای گرفته تا تعمیر تأسیسات *پیچیدهٔ زیردریاییِ صنایع نفت و گاز، به انجام می‌رسانند.
عموماً چشمان دریا جهت انجام مأموریت‌های زیر به کار می‌روند:
مشاهدات زیردریایی: جهت کمک و حصول اطمینان از ایمنی و سلامت غواص، مطالعات متنوع و جمع‌آوری اطلاعات مربوط به محیط زیست و شیلات، دریاشناسی و اقیانوس‌شناسی، * بازرسی سازه‌ها و سکوی دریایی و ساحلی: جهت بازرسی عینی از عملکرد وسایل و ابزارآلات یا بازبینی اثرات خوردگی، رسوب، محل وقوع ترک‌ها، تخمین بیولوژیک رسوبات و غیره، * بازرسی از خطوط لوله: دنبال‌کردن خطوط لولهٔ زیردریایی جهت کنترل و بازبینی خطوط از نظر عدم وجود هرگونه نشتی و دیگر عیوب خطوط لوله و اطمینان از نصب صحیح آن‌ها، * نقشه‌برداری: انجام نقشه‌برداری‌های عینی و آکوستیک، که قبل از نصب سازه‌های ساحلی، سکوهای فراساحلی، خطوط لوله، کابل‌ها و هر گونه عملیات نصب سازه‌های دریایی، باید انجام گردند، * کمک در انجام عملیات حفاری: انجام بازرسی‌های عینی، بازبینی هم‌زمان عملیات نصب، به‌کارگیری و تعمیر و نگهداری صنایع حفاری و استخراج در بستر دریا، * کمک به انجام عملیات ساخت: کمک به هدایت و کنترل بازوهای مکانیکی و دیگر ابزارهای برشکاری، انتقال قدرت و نصب و ساخت در بستر دریا حین عملیات حفاری، ساخت و برپاکردن سازه‌های دریایی، نصب انواع وسائل و ابزارآلات اندازه‌گیری و نمونه‌برداری.
- پاک‌سازی قطعات مخروبه: کمک به انجام مأموریت‌های ایمن‌سازی و پاک‌سازی فضا و بستر دریا در پیرامون اسکله‌ها، سکوها و تأسیسات ساحلی و فراساحلی که می‌توانند بستر دریا را به انبار بزرگی از مواد و مصالح مخروبه و مستعمل تبدیل کنند و ایمنی محیط کار و سلامت محیط زیست را به خطر بیندازند، * تجهیزات زیردریایی: مشارکت در روند ساخت، کارکرد، بازرسی و تعمیر تجهیزات زیردریایی به خصوص در اعماق زیاد، نگهداری از سکوهای بارگذاری شده، برج‌های روشنایی و لنگرها، * کشف و نجات اجساد و اجسام زیر دریا: جستجو، شناسایی و انجام عملیاتی نظیر نجات اضطراری وسائل زیرآبی غرق شده، بالاآوردن تجهیزات گم شده در بستر دریا و نیز کشف اجساد و اجسام به جای مانده از سوانح هوایی یا دریایی، * جایگزینی غواصان: مشارکت در بسیاری از مأموریت‌هایی که انجام آن به سبب وجود خطر بسیار زیاد یا حجم و گسترهٔ وسیع، برای غواصان مشکل یا غیرممکن باشد.

موارد بالا فقط کاربردهای دریایی رایج را شامل می‌گردند در حالی که عملکرد این ربات‌ها به موارد بالا محدود نبوده و کاربردهای فراوان و متنوع دیگری را نیز شامل می‌گردند که در ادامه مورد بحث قرار خواهند گرفت.

### کاربردهای بازرگانی و فراساحلی
از آن‌جا که درصد بالایی از منابع نفت و گاز جهان در دریا واقع هستند، استفاده از چشم‌ها دریا در این زمینه کاربردهای فراوانی دارند، چنان‌که می‌توان گفت مهم‌ترین و وسیع‌ترین کاربرد چشم‌ها دریا در سراسر جهان، در صنایع نفت و گاز جهت انجام عملیات اکتشاف و استخراج نفت و گاز است.
از اواسط دهه هفتاد تکنولوژی چشم‌ها دریا کمک‌های وسیعی به عملیات جستجوی منابع انرژی زیرزمینی در دریا نموده‌اند. در حال حاضر چنین مأموریت‌هایی توسط چشم‌ها دریا با قدرت و اطمینان‌پذیری بالا در اعماق بیش از ۲۵۰۰ متری انجام می‌شوند. امروزه عملیات حفاری جهت استخراج نفت و گاز در آب‌های کم‌عمق گرفته تا اعماق بسیار زیاد دریا - ۱۵۰۰ متری - صورت می‌پذیرند که چشم‌ها دریا امکان پشتیبانی از کلیهٔ اجزای حفاری را داشته و در تمامی مراحل نصب و ساخت، بازرسی و نگهداری و نیز تعمیر و دیگر فعالیت‌های مربوط به کار می‌روند.
بیش از شصت درصد چشم‌ها دریا جهان در صنعت نفت و گاز فعالیت می‌کنند و اغلب در عملیات حفاری مشارکت می‌کنند. سامانه‌های به کار گرفته شده در این پروژه‌ها قابلیت کار در عمق ۳۰ متری تا ۳۰۰۰ متری را دارند؛ لذا امکان استفاده از تمامی انواع چشم‌ها دریا موجود، در این صنعت وجود دارد. علاوه بر صنایع نفت و گاز، چشم‌ها دریا در نصب و نگهداری سکوها، سامانه‌های زیردریایی، نصب، حمل و نگهداری و به کاربری خطوط جریانی، سیم‌ها و کابل‌های‌های خطوط مخابراتی نیز نقش مهمی دارند.
ربات‌های مشاهده‌گر نوعاً در آب‌های کم عمق یا بسترهای پوشیده از درخت و گیاه کاربرد دارند. ربات‌های سنگین و قدرت‌مند اغلب در آب‌های عمیق‌تر، مناطقی با جریان‌های زیرآبی قوی و زیاد به خصوص هنگامی‌که استفاده از تکنولوژی و ابزارهای نوین و پیشرفته، بازوهای مکانیکی ماهر و انتقال سیال یا حمل و نگهداری بار مد نظر باشد، به‌کار می‌روند. مشارکت در عملیات حفاری، نصب و ساخت تجهیزات صنعتی در اعماق دریا نیاز به اپراتور ماهر و دانش مهندسی پیشرفته در طراحی و ساخت ربات و نیز هدایت و ناوبریِ ربات دارد.

### کاربردهای نظامی
کاربرد نظامی چشم‌ها دریا در آغاز به انجام عملیات جستجو و بازیابی وسایل و تسلیحات غرق شده، محدود می‌گشت. به مرور با افزایش سرمایه‌گذاری بر روی این تکنولوژی در صنعت نظامی، قابلیت‌های چشم‌ها دریا در این زمینه نیز افزایش جالب توجهی یافت.
یکی از مهم‌ترین موارد کاربرد چشم‌ها دریا استفاده از آن‌ها در چیدمان و نیز خنثی‌سازی مین‌های جنگی است، که اغلب انجام آن با استفاده از شناورهای سطحی یا غواصان سخت، مشکل و خطرناک است. استفاده از چشم‌ها دریا می‌تواند نقش مهمی در طراحی استراتژی‌های جنگی و تدافعی و تأمین امنیت مرزهای ساحلی در زمان صلح و نیز کشف و خنثی‌سازی محدودهٔ آب‌های سرزمینی، از مین‌ها و هم‌چنین تسلیحات و ادوات مستعمل به جای مانده از دوران جنگ، داشته باشد.
با توجه به گسترش تصویر بردار خودکار زیرآبی، به نظر می‌رسد استفاده از این تکنولوژی در صنایع نظامی بسیار وسیع و مطلوب باشد. چرا که در کاربردهای نظامی اغلب مطلوب است ربات در گسترهٔ وسیع حرکت کند و از موانع متعدد گذر کند و لذا مطلوب است که ربات بدون کابل بوده و مجهز به تکنولوژی‌های پیشرفتهٔ کنترل و هدایت از راه دور باشند و ضمناً بتوانند به صورت خودکار مسیر مطلوب را یافته و نیازی به منبع انرژی خارج از ربات نباشد.

### کاربردهای علمی و پژوهشی
ضعف تکنولوژی، محققان و دانشمندان را از تحقیق در اعماق دریاها و اقیانوس‌ها برای سال‌ها و تا اوایل سال ۱۸۷۰ محروم نگاه داشته بود. امروزه روش‌های متعددی برای تحقیق در زیر و بستر دریا فراهم آمده‌است که از سبدهای قابل یدک‌کشی توسط کشتی تا زیردریایی‌های نفربر، از آن جمله‌اند. اما ورود تکنولوژی ساخت و تولید چشم‌ها دریا مجهز به دوربین‌ها و بازوهای مکانیکی ماهر و قدرت‌مند به این عرصه، امکانات قابل توجهی در اختیار محققان در زمینه‌های زیست‌شناسی و اقیانوس‌شناسی و باستان‌شناسی زیر آب قرار داد. توانایی چنین ربات‌هایی در تهیه فیلم و عکس‌های با کیفیت بسیار بالا از مکان‌ها و محل‌هایی در اعماق دریا که پیش از این دست یافتن به آن غیرممکن بوده‌است، کمک منحصربه‌فردی به محققان این عرصه نموده‌است. نمونه‌های فراوانی از این گونه چشم‌ها دریا جهت انجام امور پژوهشی و تحقیقاتی در دانشگاه‌ها و مراکز تحقیقاتی و پژوهشی دنیا طراحی و ساخته شده‌اند که در فعالیت‌هایی نظیر:
- پیمایش میدانی و مشاهدات عینی اعماق و بستر دریا جهت مطالعات زیست‌شناسی و بوم شناسی، * نمونه‌برداری از اعماق و بستر دریا، * نقشه‌برداری و تهیه عکس و فیلم از بستر دریا، * مطالعه و بررسی انواع ماهیان و آبزیان، * مطالعه و بررسی وضعیت زیست‌محیطی جانوران و گیاهان دریایی، * مشاهدهٔ رفتار آتشفشان‌های زیردریایی

مشارکت می‌کنند.

### موارد دیگری از کاربردهای وسایل نقلیه زیر آب با مهار از راه دور
کاربردهای فراوان دیگری نیز برای چشم‌ها دریا در غیر از محیط دریا و اقیانوس وجود دارد که در این بخش به برخی از رایج‌ترین آن‌ها اشاره خواهد شد. چنان‌که گفته شد در بسیاری موارد چشم‌ها دریا برای دستیابی به اعماقی که ورود به آن توسط غواص خطرناک و در برخی موارد غیرممکن است، استفاده می‌شوند. این ربات‌ها در محل‌هایی مورد استفاده قرار می‌گیرند که باید به صورت مرتب مورد بازدید قرار گیرند و این امر برای غواصان سخت، خسته‌کننده و خطرناک است. مناطقی که در معرض تابش اشعه‌های رادیواکتیو قرار دارند یا اماکنی که امکان دید در آن‌ها به‌طور کلی برای غواص وجود ندارد، تونل‌های خطرناک و طولانیِ آبی در اطراف سدهای برزگ و عظیم، قرارگرفتن در جریان رودخانه‌های متلاطم و خروشان از جمله کاربردهای چشم‌ها دریا در خشکی است.
از دیگر موارد کاربری ربات‌های زیرآبی در خشکی عبارت‌اند از:
- بازرسی از پایه‌های پل‌ها، * بازدید از بدنه و دریچه‌های سدها، * بازدید از مخازن ذخیرهٔ آب و دیگر مواد صنعتی جهت بازرسی، نمونه برداری و پاکسازی، * تهیه فیلم و عکس و نیز نمونه‌بردای و انتقال اشیاء و اجسام قدیمی غرق شده، * بازدید و بررسی بستر رودخانه‌ها، * تهیه فیلم و اسناد ویدئویی، * بازرسی از درون خطوط لوله‌های با قطر زیاد، * بازرسی از راکتور هسته‌ای.

باید به این نکته نیز توجه داشت که در بسیار موارد چشم‌ها دریا به‌طور کامل جانشین غواص نمی‌شوند بلکه به عنوان نیروی پشتیبان و جهت تسهیل انجام عملیات‌ها یا جهت تهیهٔ فیلم و عکس، استفاده از بازوهای مکانیکی، تأمین نور و روشنایی محل و نیز اطمینان از ایمنی و سلامت محیط کاری غواص، به کار می‌روند. 
می‌توانید جهت دیدن کاربرد چشم دریا به وبلاگ دنیای سازه‌های دریا مراجعه نماید.

## دسته‌بندی انواع ربات‌های زیرآبی
«ربات‌های زیرآبی» توسط مشخصه‌هایی نظیر اندازه، عمق قابل دستیابی، توان مصرفی و دیگر مشخصات الکتریکی یا الکتروهیدرولیکی، شناسایی و دسته‌بندی می‌گردند. در ادامه به ویژگی‌های برخی از این گونه‌ها اشاره می‌گردد:

### وسایل نقلیه زیر آب با مهار از راه دور کوچک
این گروه شامل چشم‌ها دریا با هزینهٔ پایین و اغلب تماماً الکتریکی است که در اعماق حدود ۳۰۰ متری می‌توانند فعالیت کنند. این ربات‌ها جهت اعمالی مانند بازرسی و مشاهدات زیرآبی به کار می‌روند. در ضمن با تلاش‌های جدید در توسعه و پیشرفت ربات‌های کوچک بهبودهای قابل ملاحظه‌ای در طراحی سامانه های الکتریکی و تولید و انتقال قدرت آن‌ها صورت پذیرفته‌است که باعث شده از لحاظ عملکرد، قابلیت‌های کاربردی و دست‌یابی به اعماق بیشتر در سطح مطلوب‌تری نسبت به نمونه‌های پیشین باشند.
هزینهٔ تمام شدهٔ این ربات‌ها در حدود ۱۰ هزار تا ۱۰۰ هزار دلار است. امروزه ربات‌های کم هزینه به شکل وسیعی در کاربردهای علمی و پژوهشی، بازسازی صنایع آبی، جستجو و امداد و نجات، بازرسی از سدها، آب‌راه‌ها، بنادر و کشتی‌ها، بازرسی از راکتور هسته‌ای و مشاهده و بازرسی از سازه‌های ساحلی به کار می‌روند. تا سال ۲۰۰۰، ۳۵ گونهٔ مختلف از این گونه ربات‌های زیرآبی طراحی و ساخته شده‌اند. در حال حاضر ۲۷ تولیدکننده مختلف ۵۰۰ گونهٔ متفاوت از این نوع ربات‌ها را تولید می‌کنند. امروزه حدود ۲۲ درصد ربات‌های موجود را این دسته تشکیل می‌دهد.

### وسایل نقلیه زیر آب با مهار از راه دور الکتریکی با قابلیت بالا
این گروه جدید از ربات‌های زیرآبی کوچک و الکتریکی که در کمتر از ۵ سال پیش متولد شده‌اند، دارای هزینهٔ به نسبت بالایی – نزدیک ۵۰۰۰۰ دلار- می‌باشند. این ربات‌ها از تکنولوژی جدید موتورهای الکتریکی، سامانه کنترلیِ قابل کاربری و هدایت توسط کاربر و سامانه انتقال داده‌های مجهز به فیبر نوری استفاده می‌کنند.
چشم‌ها دریا الکتریکی می‌توانند درعمق ۲۰۰۰ متری دریا کار کنند. توانایی انجام کارهای سنگین هنوز برای ربات‌های الکتریکی ممکن نیست چرا که چین امری نیازمند سامانه راه‌بری و بازوهای مکانیکی و الکتروهیدرولیکی پیشرفته‌است. اما با این حال این گروه از ربات‌های زیرآبی بسیاری از فعالیت‌های دریایی و زیرآبی را با هزینه‌ای پایین انجام می‌دهند.
از این دسته چشم‌ها دریا به دلیل عملکرد مطلوب‌شان، به شکل وسیعی در حوزه‌های نظامی و دانشگاهی استفاده می‌گردند. این ربات‌ها در مقایسه با انواعی که در صنعت نفت و گاز مورد استفاده قرار می‌گیرند از چندان پیچیدگی قابل ملاحظه‌ای برخوردار نیستند. در ادامه به نمونه‌هایی از ربات‌های زیرآبی با قابلیت‌ها و توانایی‌های بسیار بالاتر و پیچیده‌تر اشاره خواهد شد.

### وسایل نقلیه زیر آب با مهار از راه دور ژرف‌پیما با قابلیت دستیابی به اعماق فوق‌العاده زیاد
این دسته از ربات‌ها امکان رسیدن به اعماق فراتر از ۴۰۰۰ متر را دارند. این ربات‌ها جهت کوچک نگاه داشتن ابعاد (قطر) کابل ارتباطی اغلب از انرژی کمتری استفاده می‌کنند و بیش‌تر در عملیات امداد و نجات و نیز تحقیق و جستجو در اعماق اقیانوس‌ها به کار می‌روند.
در این‌گونه مأموریت‌ها، ربات به توان زیادی جهت مشاهده و بازرسی و حرکت در امتداد مسیر معینی نیاز ندارد. به کمک این‌گونه ربات‌های زیرآبی محققان این امکان را یافته‌اند تا برای مدت زیاد و دفعات مکرر امکان مشاهدهٔ اعماق و بستر اقیانوس‌ها را داشته باشند. در کاربردهای نظامی هم این ربات‌ها جهت بازدید از بستر دریا و نیز کشف و نجات اجسام و اجساد مغروق در بستر اقیانوس‌ها به کار می‌روند.

### وسایل نقلیه زیر آب با مهار از راه دور با ابعاد بزرگ و با قابلیت انجام کارهای سنگین
این دسته از چشم‌ها دریا شامل ربات‌هایی با ویژگی‌های منحصربه‌فردی نظیر قابلیت انجام کارهای سنگین در اعماق حدود ۲۵۰۰ متری و با توانی بالا - بین ۱۵۰ تا ۳۰۰ اسب بخار- و قابلیت حمل ۵۰۰۰ کیلوگرم بار هستند که آن‌ها را از دیگرِ گونه‌های چشم‌ها دریا متمایز می‌کند. با توجه به نیاز روزافزون صنایع ساحلی و فراساحلی به نصب وسایل و تجهیزاتی با وزن و ابعاد بالا در اعماق دریا این گونه از چشم‌ها دریا بزرگ قدرت‌مند و با قابلیت حمل و انتقال بارهای سنگین به وفور در این صنایع به کار می‌روند.
نسل جدیدی از این گروه چشم‌ها دریا برای استفاده در صنایع نفت و گاز که قابلیت کار در اعماقِ حدود ۳۰۰۰ متری را دارند، ساخته شده‌اند که در عین دارا بودن ابعاد به نسبت کوچک به تکنولوژی‌های بسیار پیشرفته‌ای مجهزند. جهت بالا بردن امکان کنترل‌پذیری و کاهش اثرات اغتشاش کابل، دارای کابل‌های ارتباطی با ابعادی حداقل می‌باشند. آنچه این دسته از چشم‌ها دریا را با انواع ژرف‌پیما متمایز می‌کند این است که در نوع ژرف‌پیما، ربات جهت کاهش ابعاد کابل وکاهش مصرف انرژی فقط امکان استفاده از توان کمی را دارد اما گونه‌های جدید چشم‌ها دریا از توان بالاتری جهت انجام کارهای سنگین در اعماق بسیار زیاد استفاده می‌کنند. انجام عملیات جستجو و ردیابی در اعماق بیش از ۱۲۰۰۰ متر و انجام عملیات حمل و نصب قطعات در عمق ۶۰۰۰ متر طبیعتاً به تکنولوژی نوین و پیشرفته‌ای نیاز دارد که هم چنان مد نظر طراحان و مهندسان تکنولوژی دریایی است و برخی توفیق‌ها در آن اخیراً به دست آمده‌است و تاکنون فقط نمونه‌های انگشت شماری از این گونه ربات‌ها در دنیا ساخته شده‌اند.

### تصویربرداری خودکار زیرآبی و بدون نیاز به کابل
در اغلب چشم‌ها دریا از کابل برای انتقال توان به راه‌اندازها و نیز انتقال فرامین استفاده می‌شود و نیز داده‌های حسگرها و دوربین‌ها نیز از طریق کابل به کاربر انتقال داده می‌شوند. اما کابل از طرفی باعث افت انرژی شده و برای عمق‌های زیاد و محدوده‌های عملکرد وسیع، میزان توان مصرفی را افزایش می‌دهد. از سوی دیگر برای انتقال توان بالا، افزایش قطر کابل سبب افزایش نیروهای هیدرودینامیکی وارده و افزایش اغتشاش وارده به سامانه می‌شود؛ لذا در بسیاری از کاربردها استفاده از چشم‌ها دریا دارای کابل، مشکلات و محدودیت‌های فراوانی دارد.
تکنولوژی ساخت این‌گونه از چشم‌ها دریا که کار بر روی آن‌ها از اوایل دهه هشتاد آغاز شده‌است، هنوز دوران آغازین خود را می‌گذراند. این ربات‌ها مجهز به سامانه‌ کنترل و هدایت مرکزی، سامانه ارتباطی پیشرفته و سامانه تولید توان هیدرولیکی به منظور تولید انرژی لازم جهت پروانه‌ها و دیگر ابزارها و بازوهای مکانیکی است. تاکنون در مجموع بیش از هفتاد گونهٔ مختلف از ربات‌های خودکار توسط دوازده کشور ساخته شده‌است.
علاوه بر انواع ذکر شده برخی دیگر از چشم‌ها دریا متناسب با نوع کاربری طراحی و ساخته شده‌اند که به عنوان مثال می‌توان ربات‌هایی که توسط کشتی یا قایق پشتیبان به صورت یدک‌کش به‌کار می‌روند را نام برد که در بازرسی از خطوط لوله، نقشه‌برداری و مشاهدات علمی‌کاربردهای وسیعی دارند.

## مبانی طراحی وسایل نقلیه زیر آب با مهار از راه دور
امروزه به کمک روش‌های پیشرفته طراحی کامپیوتر، طراحی چشم‌ها دریا نیز پیشرفته‌تر و دقیق‌تر شده‌است. بدیهی است اکنون که طراحی و ساخت ربات‌های پیچیده و چند منظوره و دارای توان دستیابی به اعماق بسیار زیاد دریا و اقیانوس مورد نظر است، دستیابی به سطوح بالایی از دانش طراحی نیز لازم و ضروری خواهد بود. این ربات‌ها باید داری انعطاف‌پذیری مطلوبی باشند، چنان‌که قابلیت انجام فعالیت‌ها و مأموریت‌های متنوعی برای آن‌ها مهیا باشد. به منظور تأمین اهداف مطلوب در طراحی چشم‌ها دریا باید دو نکته را مد نظر داشت: نوع عملکرد مورد نظر و مقدار عمقی که ربات در آن باید به کار بپردازد. علی‌رغم موارد بالا طراحی چشم‌ها دریا باید به صورت مجموعه‌ای واحد و با در نظر گرفتن تمامی ملاحظات طراحی لازم و مرتبط صورت پذیرد که برخی از آن‌ها عبارت‌اند از:
- هزینهٔ تمام شده
- اندازه و ابعاد مطلوب با توجه به نیازمندی‌ها و قابلیت‌های مورد نظر
- تکنولوژی موجود و در دسترس
- توان و قدرت مورد نیاز
- ابعاد
- وزن
- فضای مورد نیاز در عرشه کشتی
- حداکثر عمق
- نوع شرایط دریایی که ربات در آن امکان کار دارد
- حداکثر بار مفید قابل حمل
- کاربرد
- چندمنظوره بودن
- ایمنی
- اطمینان‌پذیری
- ثبت مسیر حرکت (در صورت لزوم)
- قابلیت تعمیر و نگهداری
- اجزا و سامانه‌های واسط جهت هدایت و راهبری و قابلیت‌های دردسترس این سامانه

چنان‌که ذکر شد چشم‌ها دریا اجزا مختلف و متعددی دارند که عموماً شامل موارد کلی و اساسی زیر است:
- بدنهٔ ربات
- سامانه رانش و حسگرها
- واسط (های) کنترلی و نمایشی
- سامانه توزیع قدرت
- کابل‌های هدایتی و ارتباطی
- سامانه هدایت و کنترل

در نهایت طراح با در نظرگرفتن عوامل مؤثر در طراحی باید مدل بهینه‌ای برای طراحی ربات پیشنهاد کند. چشم‌ها دریا در نهایت به واسط‌هایی متصل هستند که منظور و هدف کاربر را محقق می‌سارند. بازوهای مکانیکی ماهر که قادر به انجام کار فیزیکی هستند، دوربین‌های تلویزیونی، نورافکن‌ها و دیگر لوازم ره‌گیری که امکان کارکرد، هدایت، مسیریابی، کنترل و ناوبری ربات را فراهم می‌سارند، از این جمله‌اند.